# Global fødevarekrise 2007-2008
Verden oplevede en global fødevarekrise i årene 2007-2008. Over det meste af verden steg prisen på basale fødevarer som ris og majs drastisk med social og politisk uro som følge. Således steg fra 2006 til 2008 verdensmarkedspriserne på ris med 217%, hvede 136%, majs 125% og soyabønner med 107%. Verdensbanken og en række andre FN-organisationer dannede i april 2008 en kriseenhed for at håndtere problemerne. De første analyser af årsagerne pegede på klimaforandringer, stigende energipriser, 1. generations bioenergi fra landbrugsarealer og en stærkt voksende middelklasse i Asien og Afrika. I 2008 pegede UNCTAD imidlertid på, at spekulation i fødevarer var en vigtig årsag til krisen.  En analyse fra 2010 af Marco Lagi, Karla Z. Bertrand og Yaneer Bar-Yam fra New England Complex Systems Institute i Cambridge, USA, peger også på dereguleringen af fødevaremarkedet og brugen af biobrændsel som årsager til prisstigningen:
Stigningen i den gennemsnitlige fødevarepris korrelerer først og fremmest med den forsatte deregulering af finansmarkederne. Især siden 2004 er børshandlen med madråvarer steget voldsomt.

## Dyrefoder
Iflg. USAs landbrugsministerium blev i 2006 36% af verdens kornproduktion (635 mio tons) anvendt som dyrefoder. FAO beregner, at det i 2007/2008 er steget til 756 mio tons.

## Førstegenerations bioenergi
Det er beregnet, at den mængde korn, der skal til for at producere biodiesel til at fylde en almindelig brændstoftank i en bil, kunne brødføde en afrikansk landsbybeboer i ét år. I 2008 vil en fjerdedel af USAs kornproduktion blive anvendt til æthanol-fremstilling, og den stigende efterspørgsel har fordoblet kornprisen.

## Eksterne referencer
1. ↑  FN opruster for at håndtere fødevarekrise | information.dk
2. ↑  Information: FN/UNCTAD: Grådige spekulanter står bag fødevarekrisen, 20. marts 2000
3. ↑  UNCTAD: Addressing the Global Food crisis, 2008. Side 48 :Promote appropriate financial tools and regulations to .. minimize overspeculation in commodity markets and futures trading
4. ↑  Ingeniøren: Stadigt højere fødevarepriser årsag til social uro, 26. aug 2011 (Webside ikke længere tilgængelig)
5. ↑  Siphoning Off Corn to Fuel Our Cars – washingtonpost.com

| Økonomi | Spire Denne artikel om økonomi er en spire som bør udbygges. Du er velkommen til at hjælpe Wikipedia ved at udvide den. |